# Saccoloma ferulaceum
Saccoloma ferulaceum là một loài dương xỉ trong họ Saccolomataceae. Loài này được R.M.Tryon & A.F.Tryon mô tả khoa học đầu tiên năm 1982.
Danh pháp khoa học của loài này chưa được làm sáng tỏ. 